# Кодокан (Міто)
36°22′31″ пн. ш. 140°28′37″ сх. д. / 36.37527778° пн. ш. 140.47694444° сх. д.
Кодо́кан (яп. 弘道館, こうどうかん, МФА: [koːdoːkaɴ], «Дім просвіти») — академія, вищий науковий заклад в японською автономному уділі Міто-хан. Заснований 1841 року володарем уділу Токуґавою Наріакі. Головний освітній центр мітоської школи, один з осередків антиіноземного антиуряового руху «Шануймо імператора, виженемо варварів!». Закритий 1872 року указом Великої державної ради. Територія закладу перетворена на парк.